# 上施羅特

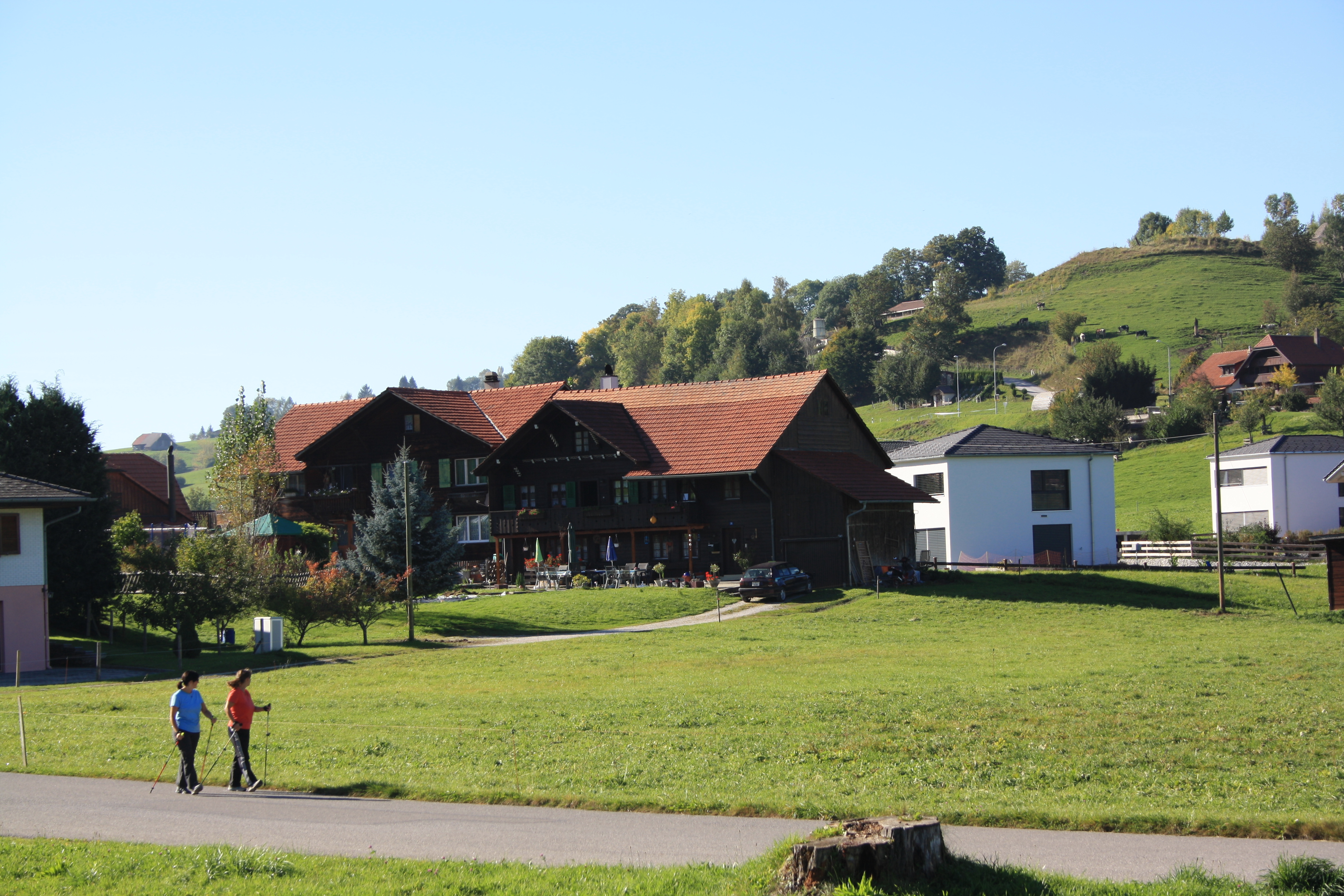

上施羅特是瑞士的城鎮，位於該國西部，由弗里堡州負責管轄，面積5.35平方公里，海拔高度850米，2011年人口1,140，八成半人口信奉羅馬天主教，人口密度每平方公里213人。

## 外部連結
- Official website （页面存档备份，存于） （德文）